# 4026 Beet
4026 Beet eller 1982 BU1 är en asteroid i huvudbältet som upptäcktes den 30 januari 1982 av den amerikanske astronomen Edward L.G. Bowell vid Anderson Mesa Station. Den är uppkallad efter astronomen Ernest A. Beet.
Asteroiden har en diameter på ungefär 13 kilometer och den tillhör asteroidgruppen Nysa.